# مجلة الصبيان
تأسس «مكتب النشر» عام 1946 ليقوم بإصدار مجلة الصبيان بنفس العام في معهد التربية بخت الرضا بولاية النيل الأبيض والذي كان يتبع لوزارة التربية والتعليم. فكرة إصدار المجلة تعود للأستاذ عوض ساتي وكان يسهم فيها بباب العم سرور، ومن تلك الأبواب في تلك المرحلة الباكرة من تاريخ المجلة.
- الطفل
- قصص مصورة هادفة
- القصص التراثية.
- المرأة والتدبير المنزلي.
- علي الكردفاني (الذي يسافر في انحاء السودان والقصد تعليم الناشئة بأنحاء بلادهم).

وبصدورها في تلك الفترة عقب الحرب العالمية الثانية، تعتبر رائدة مجلات الأطفال في العالمين العربي والإفريقي.

## عمك تنقو
من أشهر أبواب المجلة هو باب عمك تنقو  وهي قصة مرحة هادفة تدور حول شخصية «تنقو». وسبب التسمية يعود للاستاذ عثمان محمد أحمد تنقو 
أشهر من رسم عمك تنقو هو شرحبيل أحمد وهو الذي غير شكل العم «تنقو» إلى شكل وجهه أقرب لشكل «قرد الطلح» حتى يصبح جاذباً للأطفال مثيراً للضحك. وبدأ يرسم فيها بصورته الحالية منذ العام 1960 وحتي العام 1995 (توقفت عن الصدور). وكان ينشر في هذا الباب كقارئ وهو طالب بالمرحلة الثانوية.وتعلق بحبها منذ ان كان في الثانية عشر من عمره.
أشهر من رسموا عمك تنقو
سر الختم عبد الكريم • إسماعيل محمد الأمين (ود الشيخ)• عمران وموسى عبد الغفار • وعمر راسخ • آدم عيسى • إبراهيم الصلحي  • أحمد العربي • وإبراهيم الدسوقي